# Шахрай Василь Матвійович
Васи́ль Матві́йович Шахра́й (літературні псевдоніми: В. Скоровстанський, Василь Шах-Рай, Гриць Сокира; 30 січня (11 лютого) 1888 , Харківці, Пирятинський повіт, Полтавська губернія, Російська імперія  — січень 1920 , Кубанська народна республіка ) — український і радянський політичний діяч, член РСДРП (від 1913), член Центрального виконавчого комітету рад України (1917–1918), провідний теоретик українського націонал-комунізму, автор ідеї Української комуністичної партії. Один із засновників червоного козацтва (формування отримало назву на противагу «Вільному козацтву») збройних сил Української Народної Республіки Рад (УНРР, УСРР) зі столицею в Харкові.

## Життєпис

Василь Шахрай - випускник Феодосійського учительського інституту (1907)

Народився в родині приписних козаків Полтавської губернії. Закінчив Феодосійський учительський інститут (1907) та Віленське військове піхотне училище в Полтаві (1917). У 1913—1915 роках навчався в Петербурзькому інституті вищих комерційних знань. Працював учителем в селі Маяки, місті Березівка Херсонської губернії та у Петрограді.
У революційному русі брав участь від 1907 року, коли був членом підпільного гуртка партії соціалістів-революціонерів у Феодосії. 1913 року вступив до партії більшовиків. Є версія про його членство в УСДРП, але вона документально не підтверджена.
У березні 1917 року обраний до Полтавської Ради робітничих і солдатських депутатів, пізніше — гласний Полтавської міської думи та член Полтавської міської управи. Делегат від Полтавської Ради робітничих і солдатських депутатів на І Всеросійський з'їзд Рад у Петрограді 1917 року, І Всеукраїнський з'їзд Рад у Києві та Харкові.
Делегат від Полтавської організації РСДРП(б) І Крайового з'їзду більшовиків Південно-Західного краю в Києві 3-5 грудня 1917 року — першої Всеукраїнської наради більшовиків. На ньому обраний членом Головного комітету РСДРП(б)- Соціал-Демократії України.
Як делегат І Всеукраїнського з'їзду Рад робітничих, солдатських і селянських депутатів від Полтавської Ради робітничих і солдатських депутатів виступав від імені фракції більшовиків на засіданнях з'їзду в Києві 4-6 (17-19) грудня та в Харкові 11-12 (24-25) грудня 1917 року. У Харкові його обрано на члена Центрального Виконавчого Комітету Рад України (1917—1918), головував на його першому засіданні, був одним з авторів його «Маніфесту до українського народу». Там-таки його обрано народним секретарем військових справ Народному секретаріаті в Харкові (1917—1918), брав участь в організації Червоного козацтва.
В січні 1918 р. обраний депутатом Українських Установчих зборів за списком більшовиків - № 1 по Полтавській губернії та № 3 по Київській губернії. 

Анкетні дані Шахрая (1918)

Делегат від Центрального Виконавчого Комітету Рад України на мирній конференції в Брест-Литовську в січні — лютому 1918 року. Після повернення в березні 1918 року його обрано народним секретарем земельних справ.
Після окупації України німецько-австрійськими військами в травні 1918 року переїхав до Москви, де очолив підсекцію друку Українського відділу Народного Комісаріату національностей РСФРР та започаткував видання «Вістника Українського відділу Народнього комісаріату справ національних». Згодом переїхав до Саратова, де став працівником Саратовського підвідділу Українського відділу Народного комісаріату у справах національностей РСФСР та Саратовської губернської колегії у справах біженців та військовополонених.
У Саратові видано його книжки «Революція на Вкраїні» (листопад 1918 — перше видання українською мовою, грудень 1918 р. та січень 1919 — два видання російською мовою в авторизованому перекладі) та «До хвилі. Що діється на Вкраїні і з Україною?» (січень 1919), написана у співавторстві із Сергієм Мазлахом. Він також переклав та видав у Саратові першу збірку творів В. І. Леніна українською мовою.
Книга «Революція на Вкраїні» становить нарис історії української революції 1917-1918 рр., зокрема описує із марксистських позицій процес виникнення та становлення української нації до 1917 р., українського національно-возвольного руху 1917-1918 рр., утворення Української Центральної Ради та Української Народної республіки, Центрального Виконавчого комітету Рад України та гетьманату Павла Скоропадського. В книзі «До хвилі. Що діється на Вкраїні і з Україною?» автори показали протиріччя між ленінською теорією національного питання та великодержавно-шовіністичною політикою Російської Комуністичної партї (більшовиків) в Україні, зробили висновок, що обласна філія РКП(б) - Комуністична партія (більшовиків) України - продовжує імперську політику російського самодержавства й Тимчасового уряду й це буде мати згубні наслідки і для Росії, і для України. Автори обґрунтували необхідність утворення Української Комуністичної партії для боротьби за самостійну Українську радянську соціалістичну республіку - рівноправну сестру радянської Росії. Нищівній критиці Василь Шахрай піддав так звану «катеринославську точку зору» або «правих» в КП(б)У (Емануїл Квіринг, Яків Яковлєв), які розглядали Україну лише як «окуповану Німеччиною південну область Росії», погляди Християна Раковського про те, що відмінності між українським і російським народами несуттєві, тощо.
|  | Справа самостійної України у світовій революції не безнадійна. Навпаки, міжнародна революція — єдиний шлях до дійсно вільної, дійсно самостійної України |

«Нова Росія і нова Україна — дві рівноправні сестри, дві вільні країни, дві незалежні, самостійні і в той же час об'єднані спільними інтересами, пошаною чемности одна до одної, — ось до чого стремимо ми, ось чим боліємо ми, ось до чого закликаємо ми, ось що дає нам виправдання в тому, що ми насмілилися звернути увагу робітників і селян до своїх думок, до своїх «ума холодных наблюдений и сердца горестных замет».
|  | Щоб тебе поважали, мало, щоб усі були рівні. Треба, щоб ти сам себе поважав. Ти повинен примусити поважати твою волю, твою мову, тебе самого |

Разом із Сергієм Мазлахом вони привезли більшу частину накладу книги «До хвилі» до Харкова на початку березня 1919 р. та стали розповсюджувати серед делегатів III Всеукраїнського з'їзду Рад, що проходив 6-10 березня 1919 р. Дізнавшись про це, ЦК КП(б)У постановою від 9 березня 1919 р. виключив їх обох із партії «за дії, спрямовані проти партії» та заборонив їм працювати в радянських установах, а саму книгу було вилучено з обігу. За вказівкою секретаря ЦК КП(б)У Георгія П'ятакова Василя Шахрая намагалися вислати за межі України, тому йому довелося перейти на нелегальне становище.
Підтримку ідеям Василя Шахрая висловили члени Української соціал-демократичної робітничої партії (незалежних). Зокрема редактор газети УСДРП-незалежних «Червоний прапор» Андрій Річицький (Анатолій Пісоцький) пізніше свідчив, що Василь Шахрай навесні 1919 р. співробітничав із цією партією та цією газетою та публікував в ній свої полемічні статті під псевдонімом Гриць Сокира.
Під час окупації України білогвардійськими військами генерала Денікіна в липні — серпні 1919 р. Василь Шахрай виїхав для підпільної роботи на Кубань, де його схопили та розстріляли денікінці. Останні сліди його зафіксовано в Новоросійську на початку 1920 р., звідки він змушений був тікати в напрямку Ростова-на-Дону. Місце, дата й обставини його смерті досі не встановлені. Сергій Домазар, що дружив із молодшим братом Василя Шахрая Борисом та разом із ним служив у Дієвій армії УНР, писав на еміграції, що в родині його батька жило переконання, ніби Василя вбили самі більшовики. Але жодних доказів цього немає.
В своїх «Тезах з українського питання» (секретній доповіді Леніну) від 19 листопада 1919 р. Християн Раковський писав: «Ідея самостійної української радянської держави захопила і деякі кола нашої партії. Таким чином, деякі товариші з нашої партії йдуть по стопах Шахрая, колишнього члена нашої партії і Саратовського виконкому, який перейшов згодом на бік самостійників». Крім того Раковський виділяє і серед повстанців в Україні також «третю групу партизан, що діяли в Полтавській губернії навколо Черкас і Золотоноші, на чолі якої стояли колишні члени української партії комуністів, самостійники шахраєвського толку».
У січні 1920 року на першому установчому з'їзді Української Комуністичної партії в Києві його заочно обрано членом ЦК УКП та почесним головою з'їзду.
30 березня 1988 року Політбюро ЦК КПУ прийняло постанову «Про статтю Юрія Гамрецького „Як люблять рідну матір…“ (до 100-річчя Василя Шахрая), опубліковану в газеті „Радянська Україна“ 27 лютого 1988 р.» Постанова категорично засуджувала «спробу безсуперечної політичної реабілітації діяча, який відкрито займав антиленінські позиції з національного питання, виступав проти рішень І з'їзду Компартії України». Позицію автора визнано «політично помилковою, що завдає шкоди патріотичному та інтернаціональному вихованню трудящих».

## Сім'я
Василь Шахрай одружився в 1911 році із Оксаною Іванівною Тепер (до хрещення — Беття Тепер), мав дочку Оксану 1912 року народження та сина Юрія 1915 року народження. У 1920-тих роках його родина, як сім'я загиблого революціонера, отримувала персональну пенсію. В лютому 1925 року Полтавський губвиконком постановив перейменувати на його честь вулицю Колонійську в Полтаві, але це рішення було швидко скасовано, бо з'ясувалося, що він був виключений із партії.

## Твори
- Скоровстанський В. Революція на Вкраїні. — Саратов, 1918. — 102 с. (досі не знайдено).
- Скоровстанский В. Революция на Украйне. [Архівовано 24 лютого 2019 у Wayback Machine.] — 2-е изд. — Саратов: Издательство «Борьба», 1919. — 151 с. (рос.)
- Мазлах Сергій, Шах-Рай Василь. До хвилі. (Що діється на Вкраіні і з Украіною?) [Архівовано 28 червня 2020 у Wayback Machine.]. — Саратов: Видання Саратовського Украінського Відділу Народнього Комісаріату Справ Національних, 1919. — 104 с.
- Мазлах Сергій, Шахрай Василь. До хвилі. Що діється на Україні і з Україною. [Архівовано 4 березня 2016 у Wayback Machine.] — 2-ге вид. — Нью-Йорк: Пролог, 1967. — 303 с.
- Мазлах С. М. До хвилі. (Що діється на Вкраїні і з Україною?): друкується за виданням 1919 р. / Сергій Мазлах, Василь Шахрай ; наук ред. А. Здоров ; вступ. ст. та комент. А. Здоров, А. Клименко ; імен. та геогр. покажч. М. Гриценко. — Одеса: Астропринт, 2019. — 296 с. — ISBN 978-966-927-459-5.
- Шахрай В. М. Революция на Украине / вступ. ст. и коммент. А. А. Здоров, А. В. Клименко и др. — 3-е изд. — Одесса: ТЭС, 2017. — 164 с. — ISBN 978-617-7337-49-1.[18]
- Mazlakh, S. M. (Serhii M.) On the current situation in the Ukraine / Serhii Mazlakh and Vasyl Shakhrai. Edited by Peter J. Potichnyj. Introd. by Michael M. Luther. — Ann Arbor, University of Michigan Press,1970. — xxxiv, 220 p. ISBN 10: 0472085905, ISBN 13: 9780472085903.

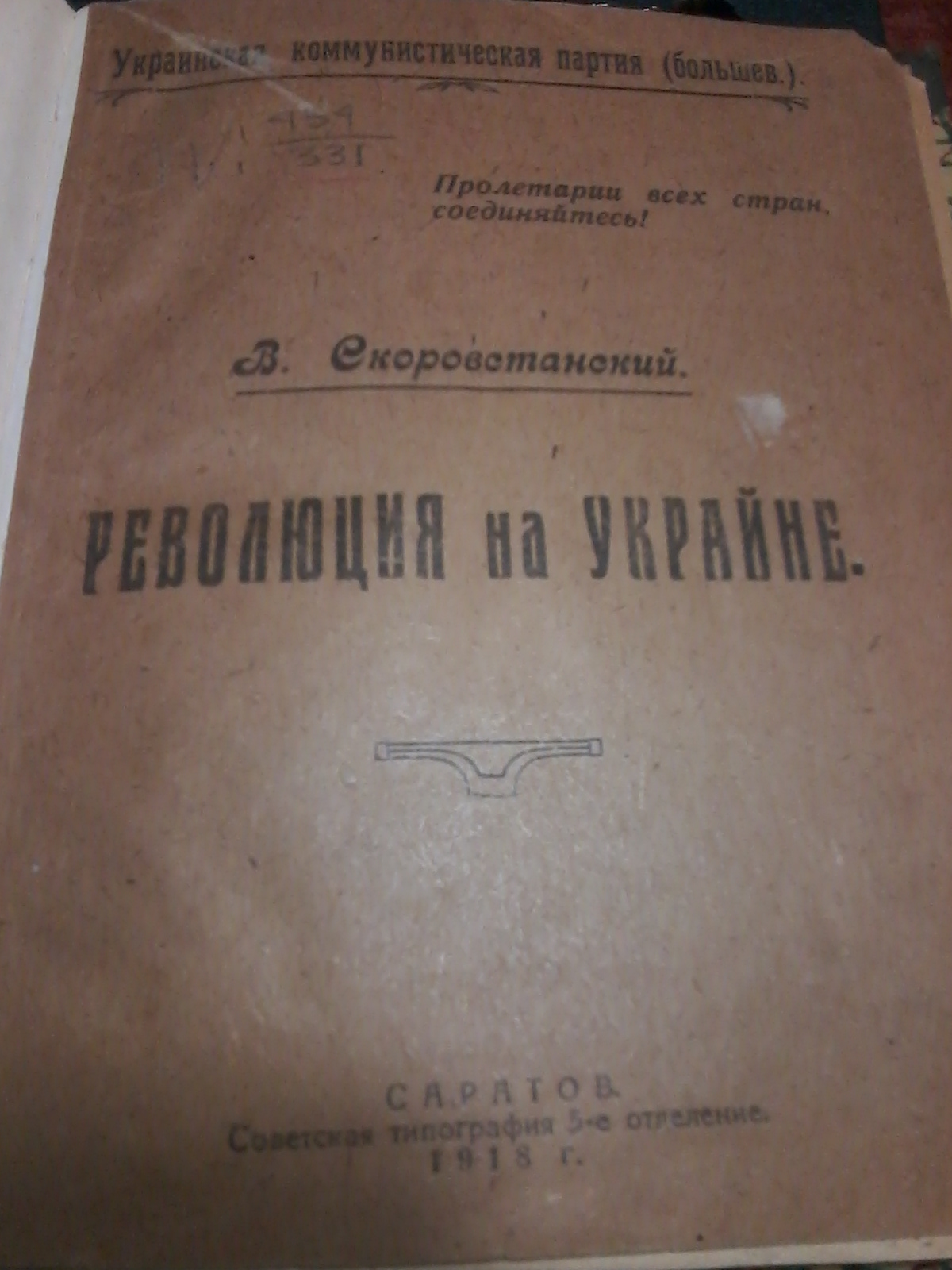
Скоровстанский В. Революция на Украйне. - Саратов, 1918. - XV, 115 с. (титульна сторінка)
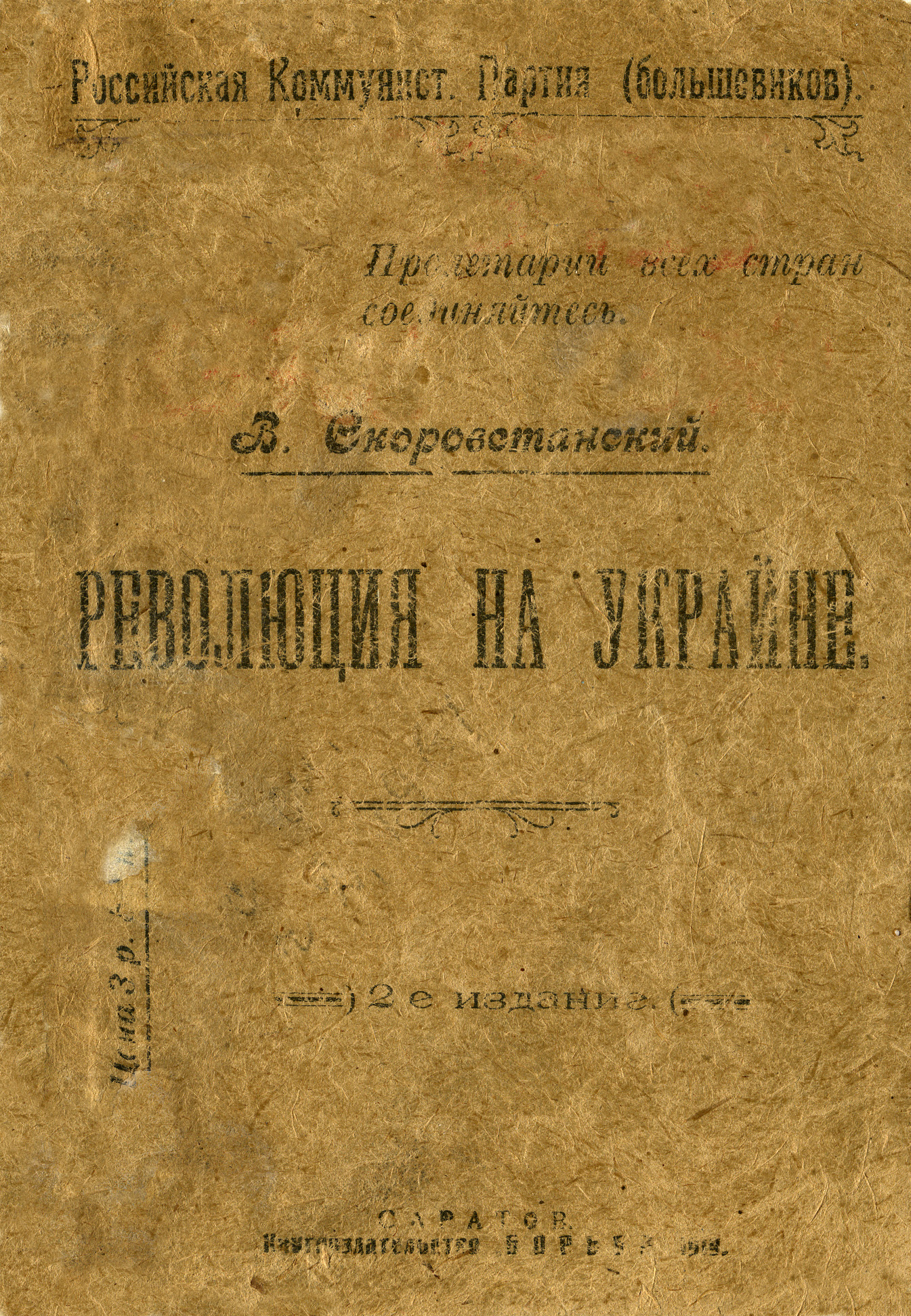
Обкладинка книги «Революция на Украйне» (1919)
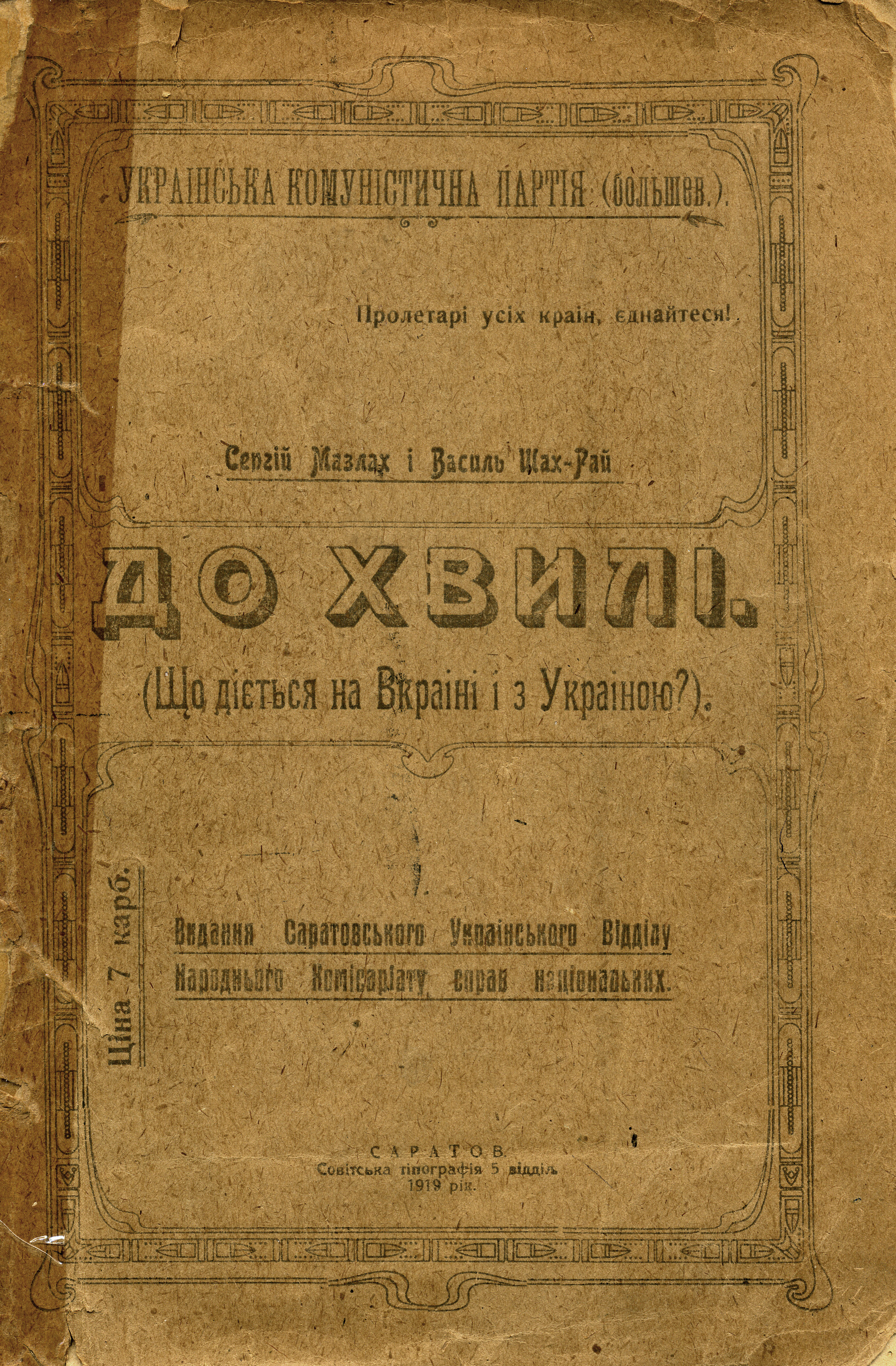
Обкладинка книги «До хвилі» (1919)